# Frankfurter Würstchen

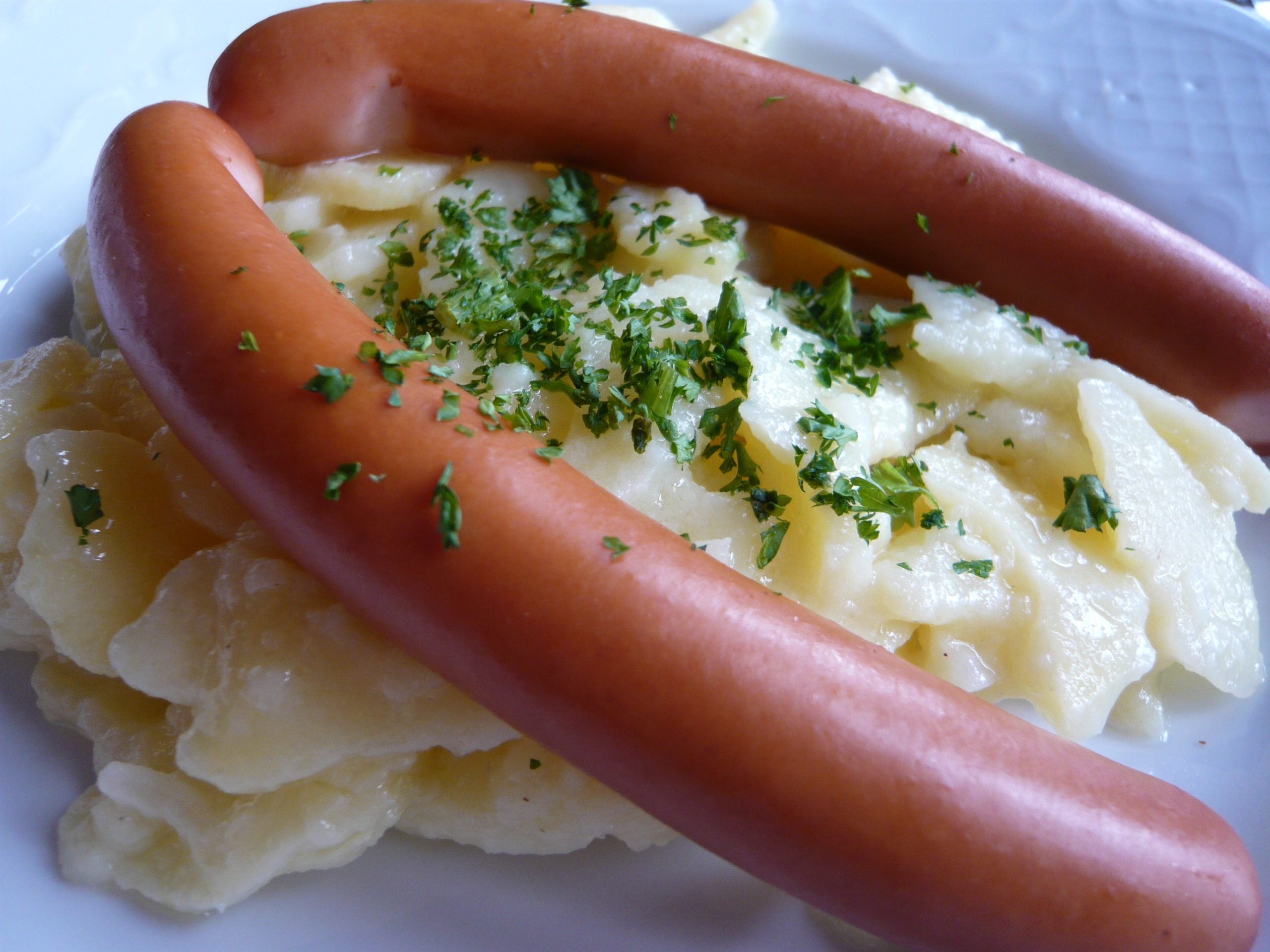
Een paar Frankfurter Würstchen op aardappelsalade

Het Frankfurter Würstchen (kort: Frankfurter, in het Nederlands zonder hoofdletter) is een dunne worst, die bestaat uit zuiver varkensvlees in een schapendarm. Zijn bijzondere smaak krijgt hij door een speciale rookmethode. Frankfurters mogen nooit koken, ze worden slechts acht minuten in heet water opgewarmd. Traditioneel worden ze met brood, mosterd, mierikswortel en/of aardappelsalade gegeten.
Oorspronkelijk werden de Frankfurters zonder nitrietpekelzout (keukenzout met natriumnitriet) geproduceerd. Na het speciale rijp- en rookproces werden de goudgeel gerookte worstjes in houten kistjes tussen lagen perkamentpapier gelegd. Hierdoor kregen de originele Frankfurters hun typische vierkantige vorm.
De benaming "Frankfurter Würstchen" is in Duitsland sinds 1860 als geografische aanduiding beschermd en mag sinds 1929 enkel voor worsten gebruikt worden, die werkelijk uit het gebied Frankfurt am Main (meestal door gespecialiseerde slagers uit Neu-Isenburg of Dreieich) komen. In Frankfurt am Main is deze worstsoort al sinds de 13e eeuw bekend.

## Weense worst
De benaming "Frankfurter" werd echter vooral door de Weense worstjes bekend. Deze uit een mix van rund- en varkensvlees geproduceerde worstjes werden door Johann Georg Lahner (1772–1845), een in Frankfurt opgeleide slager, "Frankfurter" genoemd. Dit wereldwijde succes had tot gevolg dat de Weense worstjes in Oostenrijk, Noord-Amerika en andere landen "Frankfurter" genoemd werden. In Duitsland en Zwitserland was deze naam al voor de worstjes uit Frankfurt in gebruik, waardoor ze daar "Wiener Würstchen" tegen de Weense variant zeggen.